# КК Суперфунд
КК Суперфунд је српски кошаркашки клуб из Београда. Такмичио се у Кошаркашкој лиги Србије у сезони 2010/11. Тренутно ради само са млађим категоријама.